# فهرست باشگاه‌های فوتبال ایران

## باشگاه های حاضر درجام خلیج فارسکنونی
هر ۱۶ تیم زیر در دوره نوزدهم لیگ حرفه‌ای حاضر هستند.
| باشگاه          | شهر     | ورزشگاه        | گنجایش  | سرمربی            | کاپیتان         | مالک باشگاه                   |
| --------------- | ------- | -------------- | ------- | ----------------- | --------------- | ----------------------------- |
| آلومینیوم اراک  | اراک    | امام خمینی     | ۱۵،۰۰۰  | مجتبی حسینی       | میثم مجیدی      | شرکت آلومینیوم ایران          |
| استقلال         | تهران   | آزادی          | ۱۰۰،۰۰۰ | جواد نکونام       | سید حسین حسینی  | شرکت صنایع پتروشیمی خلیج فارس |
| پرسپولیس        | تهران   | آزادی          | ۱۰۰،۰۰۰ | اوسمار لوس ویرا   | امید عالیشاه    | وزارت ورزش و جوانان           |
| پیکان           | تهران   | ورزشگاه شهرقدس | ۲۵،۰۰۰  | رضا عنایتی        | محمد نوری       | شرکت ایران خودرو              |
| تراکتور         | تبریز   | یادگارامام     | ۶۷،۰۰۰  | محمد نصرتی        | مسعود شجاعی     | محمدرضا زنوزی مطلق            |
| ذوب آهن         | اصفهان  | فولادشهر       | ۱۵۰۰۰   | محمد ربیعی        | قاسم حدادی فر   | شرکت ذوب آهن اصفهان           |
| شمس آذر         | قزوین   | سردار آزادگان  | ۸،۲۵۰   | سعید دقیقی        | عیسی مرادی      | سعید دقیقی                    |
| سپاهان          | اصفهان  | نقش جهان       | ۷۵،۰۰۰  | ژوزه مورایس       | محمدرضا خلعتبری | شرکت فولاد مبارکه اصفهان      |
| گل گهر          | سیرجان  | شهید سلیمانی   | ۸،۰۰۰   | مارینوس اوزونیدیس | مهران گلزاری    | مجتمع معدنی گل گهر            |
| فولاد خوزستان   | اهواز   | شاهین آرنا     | ۳۰،۶۵۵  | عبدالله ویسی      | ایوب والی       | شرکت فولاد خوزستان            |
| مس رفسنجان      | رفسنجان | شهدای صنعت مس  | ۱۰،۰۰۰  | محرم نوید کیا     | حامد نورمحمدی   | شرکت ملی صنایع مس ایران       |
| نساجی مازندران  | قائمشهر | شهید وطنی      | ۱۵،۰۰۰  | ساکت الهامی       | حامد شیری       | رضا حدادیان                   |
| صنعت نفت آبادان | آبادان  | تختی           | ۲۰،۰۰۰  | فراز کمالوند      | طالب ریکانی     | شرکت پالایش نفت آبادان        |
| استقلال خوزستان | اهواز   | غدیر           | ۸،۰۰۰   | سیروس پور موسوی   | ایران           |                               |

## باشگاه‌های حاضر درلیگ آزادگان
| باشگاه          | شهر      | ورزشگاه          | گنجایش | سرمربی         | مالک باشگاه                          |
| --------------- | -------- | ---------------- | ------ | -------------- | ------------------------------------ |
| آرمان گهر       | سیرجان   | ورزشگاه امام علی | 5000   | قاسم شهبا      | شرکت آرمان گهر سیرجان                |
| استقلال خوزستان | اهواز    | غدیر             | 38900  | امیر خلیفه اصل |                                      |
| استقلال ملاثانی | ملاثانی  | شهدای ملاثانی    | ۵،۰۰۰  | ابراهیم اشکش   |                                      |
| بادران          | تهران    | کارگران          | 5000   | محسن عاشوری    | شرکت بازاریابی شبکه ای بادران گستران |
| پارس جنوبی جم   | بوشهر    | ورزشگاه تختی جم  | 15000  | محمد نصرتی     | منطقه ویژه اقتصادی انرژی پارس        |
| خوشه طلایی      | ساوه     | شهید چمران       | 5000   | وحید بیاتلو    | حسین پرویزی                          |
| خبیر خرم آباد   | خرم آباد | تختی خرم آباد    | 8900   | عبدالله ویسی   | مسعود عبدی                           |
| چوکا            | تالش     | پوریای ولی       | 5000   | هادی شکوری     | مجتمع صنایع چوب و کاغذ ایران(چوکا)   |
| رایکا           | بابل     | شهدای هفتم تیر   | 6000   | نادر دست‌نشان   | پیمان منیری _ اکبر جعفرنژاد          |

## سایر باشگاه‌ها
- آریا مشهد
- پیام مشهد
- آبیدر سنندج
- شهرداری رودسر
- برق شیراز
- پاس تهران
- ایمان سبز شیراز
- استقلال رشت
- سپید رود
- پدیده
- پیام شیراز
- فتح تهران
- ماشین سازی
- گسترش فولاد
- شیرین فراز کرمانشاه
- شهرداری یاسوج
- شهرداری کاشان
- آونگ نوین تهران

## باشگاه‌های ایرانیان در خارج از ایران

### باشگاه‌های کنونی
- پاسارگاد مانیل
- داک ۱۹۰۴ دونایسکا استردا
- رویال شارلوا
- ویند دبی
- دالکورد

### باشگاه‌های سابق
- آدمیرا واکر مودلینگ
- سروت ژنو

## باشگاه‌های منحل‌شده
- باشگاه فوتبال سیاه جامگان مشهد
- باشگاه فوتبال دارایی تهران
- باشگاه فوتبال نفت تهران
- باشگاه فوتبال استیل اذین تهران
- باشگاه فوتبال گسترش فولاد تبریز
- باشگاه فوتبال آلومینیوم هرمزگان
- باشگاه فوتبال صبای قم
- باشگاه فوتبال سرباز
- تیم فوتبال مس سرچشمه
- باشگاه فوتبال کشاورز تهران
- باشگاه فوتبال بهمن کرج
- باشگاه فوتبال شیرین فراز کرمانشاه
- کلوپ ایران
- باشگاه فوتبال برق شیراز

- باشگاه فوتبال پدیده مشهد